# Toxotes

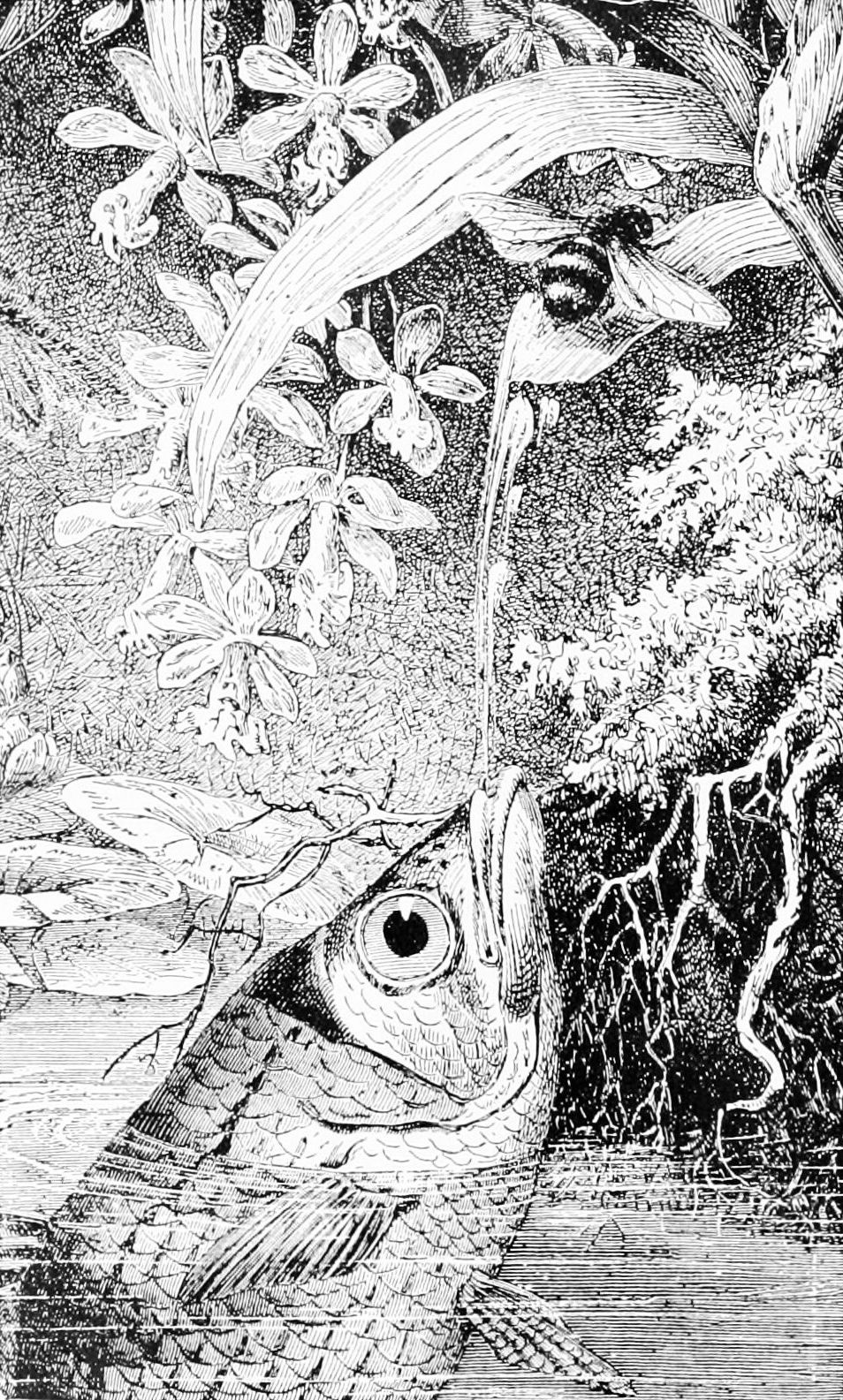
Il·lustració (c. 1893-1894)

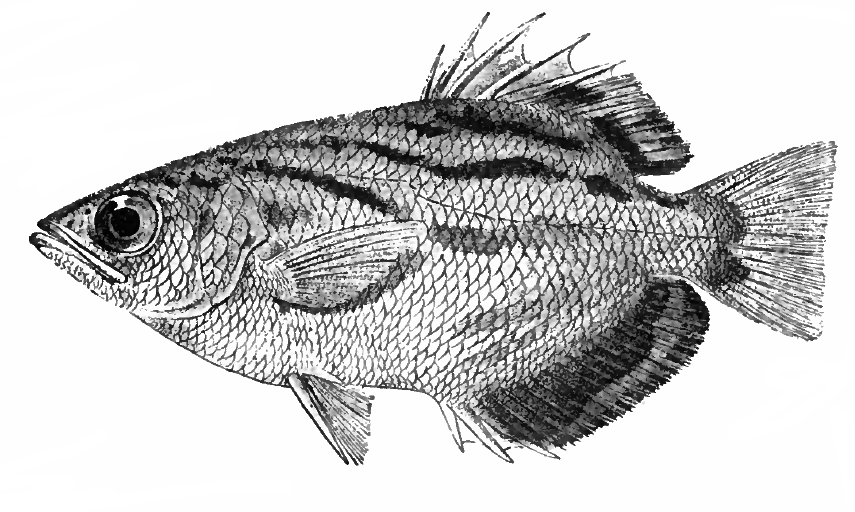
Toxotes microlepis (circa 1889)

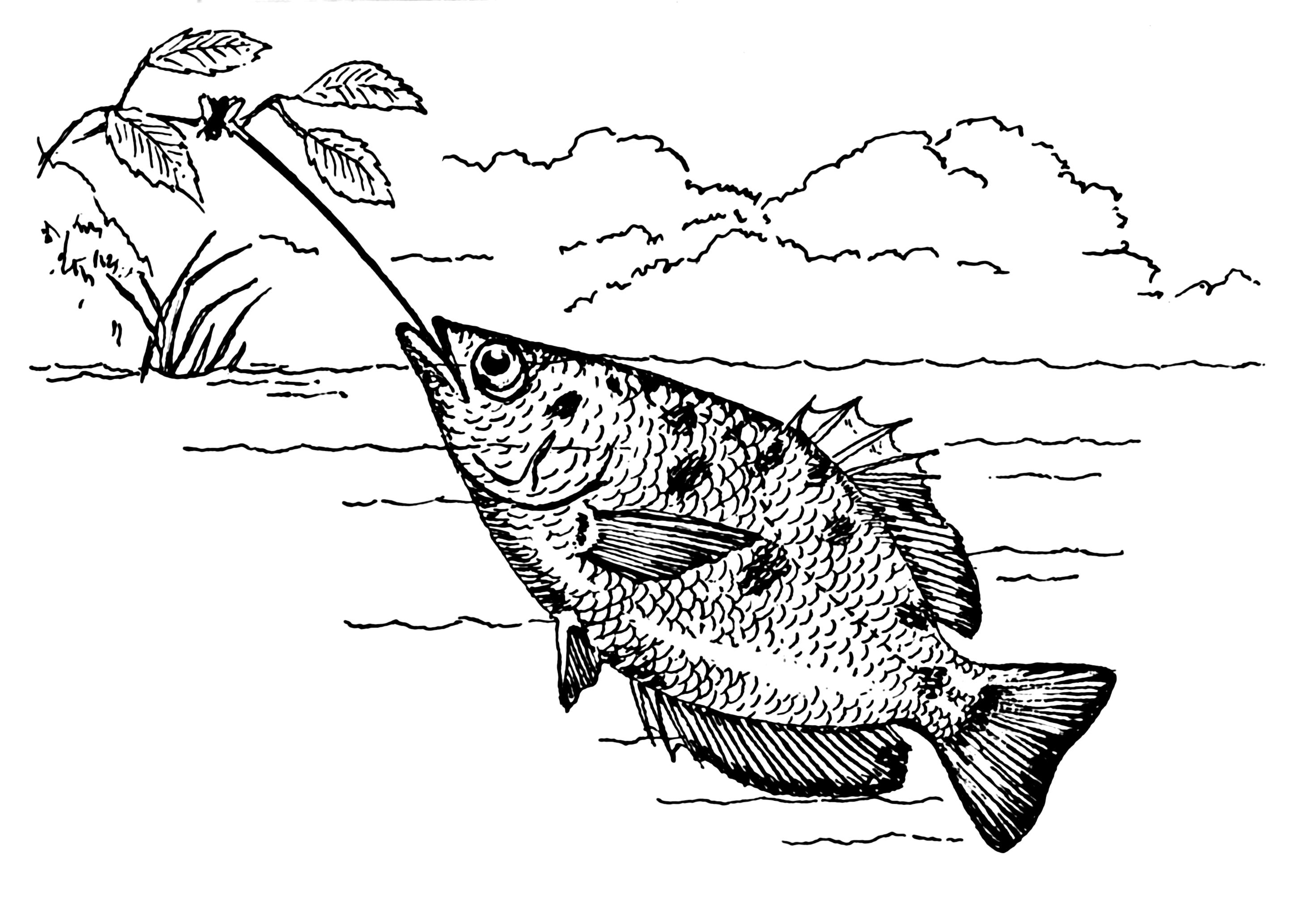
Il·lustració d'un exemplar escopint aigua contra un insecte

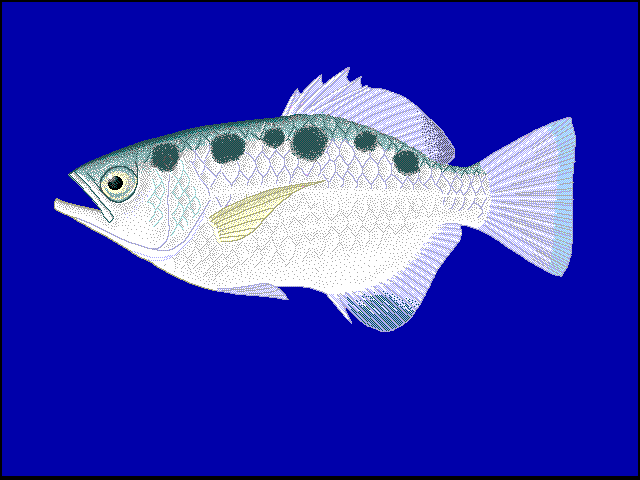
Toxotes chatareus

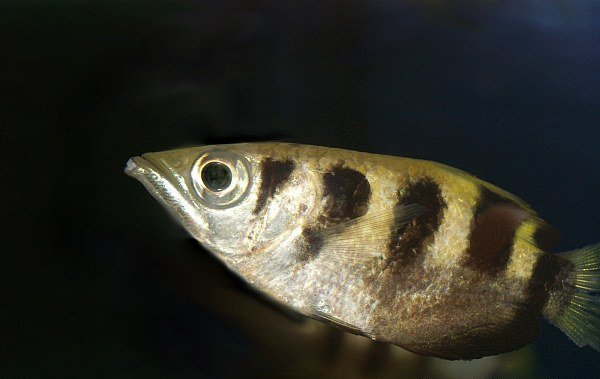
Toxotes chatareus

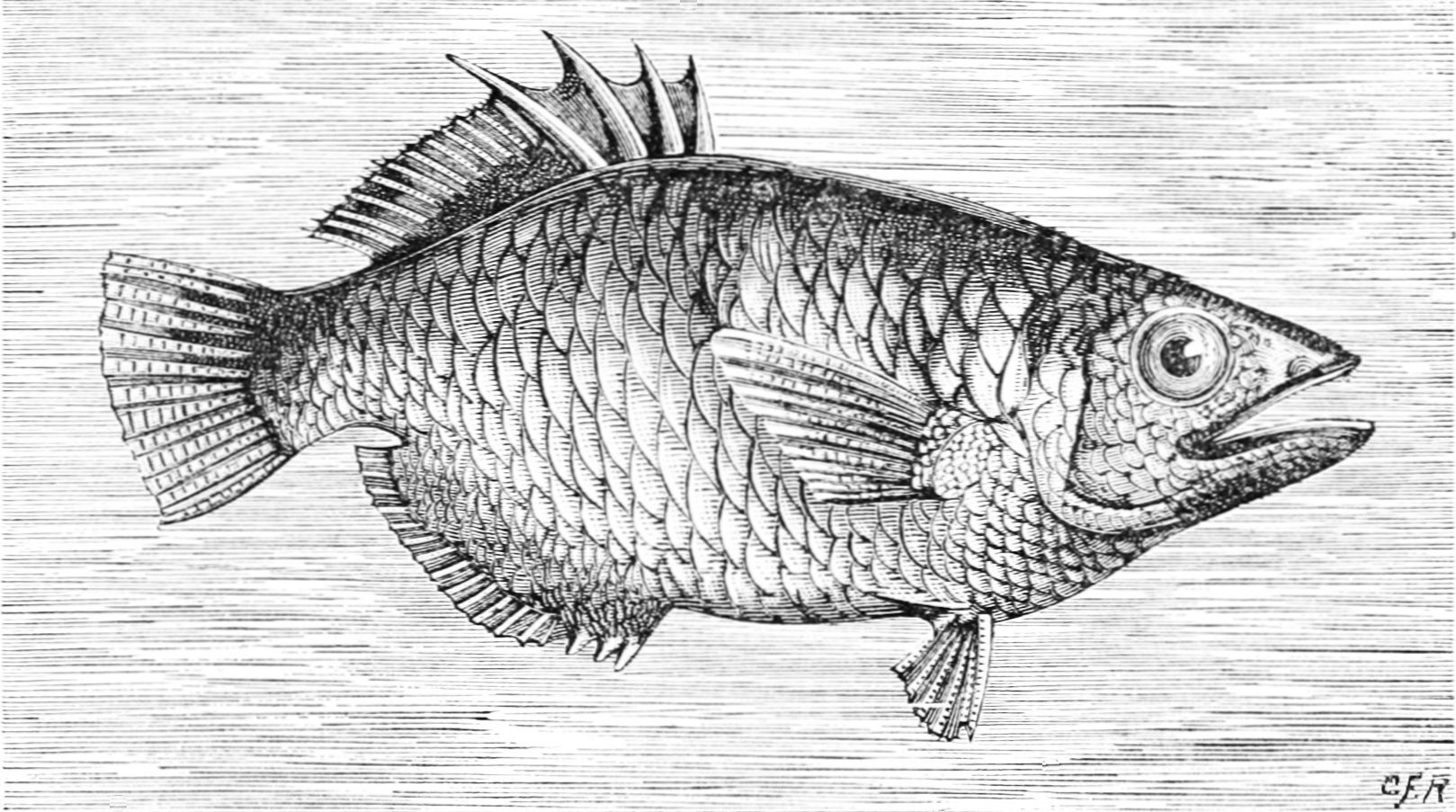
Il·lustració (circa 1877-1878)

Toxotes, o peixos arquers, és l'únic gènere pertanyent a la família dels toxòtids, el qual conté set espècies.

## Etimologia
Del grec toxotes (arquer).

## Descripció
Cos alt, comprimit i de grandària petita (entre 5–10 cm, tot i que Toxotes chatareus pot arribar als 40 cm). Línia lateral amb 25-47 escates. Boca terminal, gran, protràctil i amb la mandíbula inferior prominent. 7 radis branquiòstegs. Ulls grans i circulars. 1 única aleta dorsal amb 4-6 espines fortes i d'11 a 14 radis tous. Anal amb 3 espines i de 15 a 18 radis tous. La longitud dels radis tous de la dorsal és molt més curta que la porció tova de l'anal. Pectorals lleugerament falciformes. Pelvianes a poca distància de l'anal i una mica per darrere del nivell d'inserció de les pectorals. Caudal lleugerament fesa o truncada. 24 vèrtebres (10+14).

## Alimentació
Són peixos que escupen aigua amb gran força i precisió als insectes que es troben en alguna fulla o branca fora de l'aigua a distàncies superiors a 1 m, els quals cauen a l'aigua i els serveixen d'aliment.

### Captura de la presa
Quan els peixos arquers detecten un insecte, quiet o caminant sobre la branca d'alguna planta que sobresurti de l'aigua, s'hi acosten lentament i, amb una punteria sorprenent, li llancen un doll d'aigua que fa caure la presa a l'aigua per a, seguidament, ser devorada. El secret de llur destresa i precisió rau a l'extrem del musell, el qual presenta un canaló transformat en una mena de tub que fa de canó quan el peix aixafa violentament la llengua contra ell. La llengua és extremadament mòbil i amb la seua punta prima pot permetre tota l'operació. Per traslladar l'aigua (des de la seua laringe fins al canaló), aquests peixos empren els opercles comprimint-los ràpidament. El tret final pot ésser d'una o diverses gotes, o bé d'un rajolí, i és regulat mitjançant moviments linguals. Així mateix, la potència del doll ve determinada per la mida de la presa i de la llunyania en què es trobi. Però el més sorprenent és llur capacitat per esquivar la dificultat afegida de la refracció de la llum: tot i que llurs ulls es troben dins de l'aigua, aquests peixos s'ho maneguen per compensar la desviació de l'angle de la llum i encertar el blanc. En general, dirigeixen el doll d'aigua cap a llurs preses en un angle de, si fa no fa, 74 graus respecte a l'horitzontal, però, tot i així, poden apuntar amb precisió entre els 45 i els 110 graus.

## Hàbitat i distribució geogràfica
Viuen a les aigües dolces, salabroses (estuaris i manglars) i marines costaneres des de Sri Lanka, l'Índia i Bangladesh fins a Myanmar (la divisió de Tanintharyi i els cursos inferiors de les conques dels rius Salween, Irauadi i Sittang), Tailàndia (conques dels rius Mekong i Chao Phraya), Laos, el Vietnam, Cambodja, Malàisia (la part continental, Sabah i Sarawak), les illes Filipines, Indonèsia (com ara, Sumatra i Borneo), Austràlia (el Territori del Nord i Austràlia Occidental), Palau, Papua Nova Guinea, les illes Salomó i Vanuatu. Hi ha informes que l'espècie Toxotes jaculatrix ha estat introduïda a l'illa Iriomote (les illes Yaeyama, el Japó).

## Gèneres i espècies
- Toxotes (Cuvier, 1816)[90]
  - Toxotes blythii (Boulenger, 1892)[91]
  - Toxotes chatareus (Hamilton, 1822)[92]
  - Toxotes jaculatrix (Pallas, 1767)[93]
  - Toxotes kimberleyensis (Allen, 2004)[60]
  - Toxotes lorentzi (Weber, 1910)[94]
  - Toxotes microlepis (Günther, 1860)[95]
  - Toxotes oligolepis (Bleeker, 1876)[82][96][97][98][99][100][101][102]

## Estat de conservació
Toxotes blythii, Toxotes jaculatrix, Toxotes lorentzi, Toxotes microlepis i Toxotes oligolepis apareixen a la Llista Vermella de la UICN a causa de la contaminació de l'aigua i de la sobrepesca potencial que pateixen amb destinació al mercat internacional de peixos d'aquari.

## Observacions
Formen part de la pesca esportiva, la carn de les espècies més grosses és bona de menjar i algunes espècies formen part del comerç internacional de peixos ornamentals, ja que s'adapten bé a la vida en captivitat.